# Pseudobourletiella spinata
Genre
Espèce
Synonymes
- Sminthurus spinatus MacGillivray, 1893
- Pseudobourletiella chandleri Pedigo, 1968

Pseudobourletiella spinata, unique représentant du genre Pseudobourletiella, est une espèce de collemboles de la famille des Bourletiellidae.

## Distribution
Cette espèce se rencontre en Amérique du Nord.

## Publications originales
- MacGillivray, 1893 : North American Thysanura. The Canadian Entomologist, vol. 25, no 5, p. 127-128.
- Stach, 1956 : The Apterygotan fauna of Poland in relation to the world-fauna of this group of insects. Family: Sminthuridae. Cracow Polska Akad Nauk, vol. 287, p. 33.